# Bernard Lee
Bernard Lee (10. januar 1908 – 16. januar 1981) var en engelsk skuespiller, hvis mest kendte rolle var den fiktive person, Admiral Sir Miles Messervy, bedre kendt som "M" i James Bond-filmene. Bernard Lee spillede rollen som M i de første 11 James Bond-film.

## Rollen som M
M er en fiktiv person, som er Bond's chef i James Bond-filmene. Rollen er blevet spillet af i alt 4 personer; Bernard Lee selv, Robert Brown, Judi Dench og Ralph Fiennes. I Bond-filmene er det "M" som sender Bond ud på missionerne.
Da Judi Dench overtog rollen i Goldeneye (1995), optrådte der et maleri af hendes forgænger (Bernard Lee) i filmens baggrund ved MI6's hovedkvarter.

## Død
Den 16. januar 1981 døde Bernard Lee i London efter en kamp med mavekræft,[kilde mangler] alt imens optagelser til James Bond-filmen For Your Eyes Only skulle til at begynde. Af respekt for Bernard Lee, som havde haft rollen i mange år, hyrede man ikke en ny skuespiller til at spille rollen som M. I stedet blev Lee's replikker overtaget af Forsvarsministeren og Bill Tanner.

## Udvalgt filmografi
| År   | Titel                  | Rolle            |
| ---- | ---------------------- | ---------------- |
| 1949 | Den tredje mand        | Sergeant Paine   |
| 1950 | Den blå lygte          | Inspector Cherry |
| 1950 | Fanget i dybet         | Commander Gates  |
| 1954 | Purpur sletten         | Doctor Harris    |
| 1956 | Havets tiger           | Captain Dove     |
| 1961 | Den gådefulde fremmede | Mr. Bostock      |

| År   | Titel                           |
| ---- | ------------------------------- |
| 1962 | Dr. No                          |
| 1963 | From Russia With Love           |
| 1964 | Goldfinger                      |
| 1965 | Thunderball                     |
| 1967 | You Only Live Twice             |
| 1969 | On Her Majesty's Secret Service |
| 1971 | Diamonds Are Forever            |
| 1973 | Live and Let Die                |
| 1974 | The Man with the Golden Gun     |
| 1977 | The Spy Who Loved Me            |
| 1979 | Moonraker                       |